# Aracopidius serraticornis
Aracopidius serraticornis là một loài bọ cánh cứng trong họ Ptilodactylidae. Loài này được Carter miêu tả khoa học năm 1929.